# El Krib
El Krib (arabe : الكريب) est une ville du Nord-Ouest de la Tunisie (120 kilomètres au sud-ouest de Tunis) située au pied des monts Téboursouk dans la dorsale tunisienne.
Rattachée au gouvernorat de Siliana, elle constitue une municipalité comptant 7 841 habitants en 2014. C'est aussi le siège d'une délégation portant son nom.
El Krib est un bourg agricole, situé dans la plaine éponyme, qui accueille quelques unités industrielles telle une usine de portes et fenêtres.
Elle est située à proximité immédiate du site antique de Musti et à douze kilomètres du site de Dougga.
Une source alimente une petite activité de thermalisme à travers le hammam Biadha.
Un festival polyculturel est organisé durant l'été et porte le nom d'Essanabel eddahabiya (« Épis d'or » en arabe).